# Karl Spoerri
Karl Spoerri (* 1973 in Zürich) ist ein Schweizer Gründer und ehemaliger Festivaldirektor des Zurich Film Festivals (ZFF) sowie Filmproduzent.

## Leben
Im Jahr 2004 entschieden sich Karl Spoerri und Tim Geser dazu, das renommierte englische Digitalfilmfestival “onedotzero_adventures in moving images” nach Zürich zu holen. Vom 29. bis 31. Oktober 2004 war das Festival zu Gast in der Hochschule für Gestaltung und Kunst Zürich (HGKZ) und Spoerri entwickelte die Idee, in Zürich ein internationales Festival zu veranstalten. Im Mai 2005 gründete er gemeinsam mit Antoine Monot, Jr. die "Spoundation Motion Picture GmbH", welche vom 5. – 9.  Oktober 2005, zum ersten Mal das Zurich Film Festival veranstaltete. Im Juli 2005 beteiligte sich dann auch Nadja Schildknecht an der Spoundation Motion Picture GmbH. 
Ab 2005 fungierte Spoerri als künstlerischer Direktor des ZFF und als Gesellschafter und Vorsitzender der Geschäftsführung der Spoundation Motion Picture GmbH. Von Januar 2009 bis Juli 2011 war Spoerri zudem Geschäftsführer von Millbrook Pictures AG. Millbrook produziert Spielfilme, darunter Oliver Stones W. – Ein missverstandenes Leben (2008) sowie Lila, Lila mit Daniel Brühl. 2010 koproduzierte Spoerri A Dangerous Method unter der Regie von David Cronenberg mit Keira Knightley und Viggo Mortensen. Im März 2010 schloss Millbrook eine Partnerschaft mit Marc Forsters Firma Apparatus ab.  
Seit 2010 ist Karl Spoerri Co-Chairman des Film Finance Forum Zurich (FFFZ). Das FFFZ ist eine internationale Konferenz zum Thema Filmfinanzierung. 
Im April 2019 wurde bekannt, dass 2020 Schildknecht und Spoerri sich aus dem operativen Geschäft des Zurich Film Festivals zurückziehen und ab 2020 als Verwaltungsräte der ZFF AG, die seit 2016 mehrheitlich zur NZZ-Mediengruppe gehört, tätig sein werden und in beratender Funktion wirken. Christian Jungen wird Spoerri als künstlerischen Leiter des Zurich Film Festivals nachfolgen.

## Filmografie (Auswahl)
- 1997: Würstchen (Kurzfilm)
- 2000: Timing (Kurzfilm)
- 2022: Dreamin’ Wild – Ein Leben für die Musik (Dreamin’ Wild)
- 2024: Thelma – Rache war nie süßer (Thelma)